# العلاقات السورية اللوكسمبورغية
العلاقات السورية اللوكسمبورغية هي العلاقات الثنائية التي تجمع بين سوريا ولوكسمبورغ.

## مقارنة بين البلدين
هذه مقارنة عامة ومرجعية للدولتين:
| وجه المقارنة                                              | سوريا                    | لوكسمبورغ                                                     |
| --------------------------------------------------------- | ------------------------ | ------------------------------------------------------------- |
| المساحة (كم2)                                             | 185.18 ألف               | 2.59 ألف                                                      |
| عدد السكان (نسمة)                                         | 18.27 مليون              | 599.45 ألف                                                    |
| الكثافة السكانية (ن./كم²)                                 | 98.66                    | 231.45                                                        |
| العاصمة                                                   | دمشق                     | لوكسمبورغ                                                     |
| اللغة الرسمية                                             | اللغة العربية            | اللغة اللوكسمبورغية، لغة فرنسية، اللغة الألمانية              |
| العملة                                                    | ليرة سورية               | يورو، فرنك لوكسمبورغ                                          |
| الناتج المحلي الإجمالي (بليون دولار)                      | 60.20 مليار              | 62.40 مليار                                                   |
| الناتج المحلي الإجمالي (تعادل القوة الشرائية) بليون دولار |                          | 58.13 مليار                                                   |
| الناتج المحلي الإجمالي الاسمي للفرد دولار أمريكي          |                          | 101.45 ألف                                                    |
| الناتج المحلي الإجمالي للفرد دولار أمريكي                 |                          | 101.93 ألف                                                    |
| مؤشر التنمية البشرية                                      | 0.594                    | 0.892                                                         |
| رمز المكالمات الدولي                                      | +963                     | +352                                                          |
| رمز الإنترنت                                              | .sy                      | .lu                                                           |
| المنطقة الزمنية                                           | ت ع م+02:00، ت ع م+03:00 | توقيت وسط أوروبا، ت ع م+01:00، ت ع م+02:00، أوروبا/لوكسمبورج ‏ |

## منظمات دولية مشتركة
يشترك البلدان في عضوية مجموعة من المنظمات الدولية، منها:
| علم المنظمة | اسم المنظمة                               | تاريخ انضمام سوريا | تاريخ انضمام لوكسمبورغ |
| ----------- | ----------------------------------------- | ------------------ | ---------------------- |
|             | مؤسسة التنمية الدولية                     | 28 يونيو 1962      | 4 يونيو 1964           |
|             | يونسكو                                    | 16 نوفمبر 1946     | 27 أكتوبر 1947         |
|             | وكالة ضمان الاستثمار متعدد الأطراف        | 14 مايو 2002       | 29 أغسطس 1991          |
|             | الأمم المتحدة                             | 24 أكتوبر 1945     | 24 أكتوبر 1945         |
|             | الاتحاد البريدي العالمي                   | ?                  | ?                      |
|             | البنك الدولي للإنشاء والتعمير             | 10 أبريل 1947      | 27 ديسمبر 1945         |
|             | الاتحاد الدولي للاتصالات                  | 12 يناير 1924      | 2 مارس 1866            |
|             | منظمة حظر الأسلحة الكيميائية              | ?                  | ?                      |
|             | مؤسسة التمويل الدولية                     | 28 يونيو 1962      | 4 أكتوبر 1956          |
|             | المركز الدولي لتسوية المنازعات الاستشارية | 24 فبراير 2006     | 29 أغسطس 1970          |
|             | منظمة الشرطة الجنائية الدولية             | ?                  | ?                      |

## وصلات خارجية
- موقع وزارة الخارجية اللوكسمبورغية